# Szloma Albam
Szloma Albam [ˈʃlɔma ˈalbɑm] (* 1922 als Szloma Elbaum in Tyszowce; † 1996 in Berlin) war ein jüdisch-polnischer Kaufmann und Stifter. Die nach ihm benannte Szloma-Albam-Stiftung vergibt Förderungen in den Bereichen Erziehung, Kultur und Wissenschaft, jeweils mit Bezug zum Judentum.

## Leben
Szloma Albam floh infolge des deutschen Überfalls auf Polen in die Sowjetunion und kam 1946 in das vom Krieg zerstörte Berlin. Im DP-Camp Düppel wurde sein Familienname „Elbaum“ von den US-Behörden als „Albam“ verschriftlicht. Seither bleib es bei dieser Schreibweise. Albam, der früh Vollwaise wurde und nie eine formale Schulbildung erhalten hatte, baute in Berlin erfolgreich mehrere Lebensmittelgeschäfte auf. Mit dem Beginn der Supermärkte wechselte er ins Immobiliengeschäft. Sein durch große Sparsamkeit geschaffenes Vermögen kam nach seinem Tode vollständig der Stiftung zugute, die seinen Namen trägt. 